# Huclier
Huclier ist eine französische Gemeinde mit 155 Einwohnern (Stand 1. Januar 2022) im Département Pas-de-Calais in der Region Hauts-de-France. Sie gehört zum Arrondissement Arras, zum Kanton Saint-Pol-sur-Ternoise und zum Gemeindeverband Ternois.

## Lage
Die Gemeinde Huclier liegt im Artois, etwa 20 Kilometer südwestlich von Béthune. Nachbargemeinden von Huclier sind Tangry im Norden, Valhuon im Osten, Troisvaux im Süden, Conteville-en-Ternois im Westen sowie Hestrus im Nordwesten. Auf dem Gemeindegebiet von 'Huclier stehen vier Windkraftanlagen als Teil eines interkommunalen Windparks.

## Bevölkerungsentwicklung
| Jahr                       | 1962 | 1968 | 1975 | 1982 | 1990 | 1999 | 2006 | 2014 | 2022 |
| -------------------------- | ---- | ---- | ---- | ---- | ---- | ---- | ---- | ---- | ---- |
| Einwohner                  | 89   | 79   | 71   | 59   | 76   | 77   | 96   | 130  | 155  |
| Quellen: Cassini und INSEE |      |      |      |      |      |      |      |      |      |

## Sehenswürdigkeiten

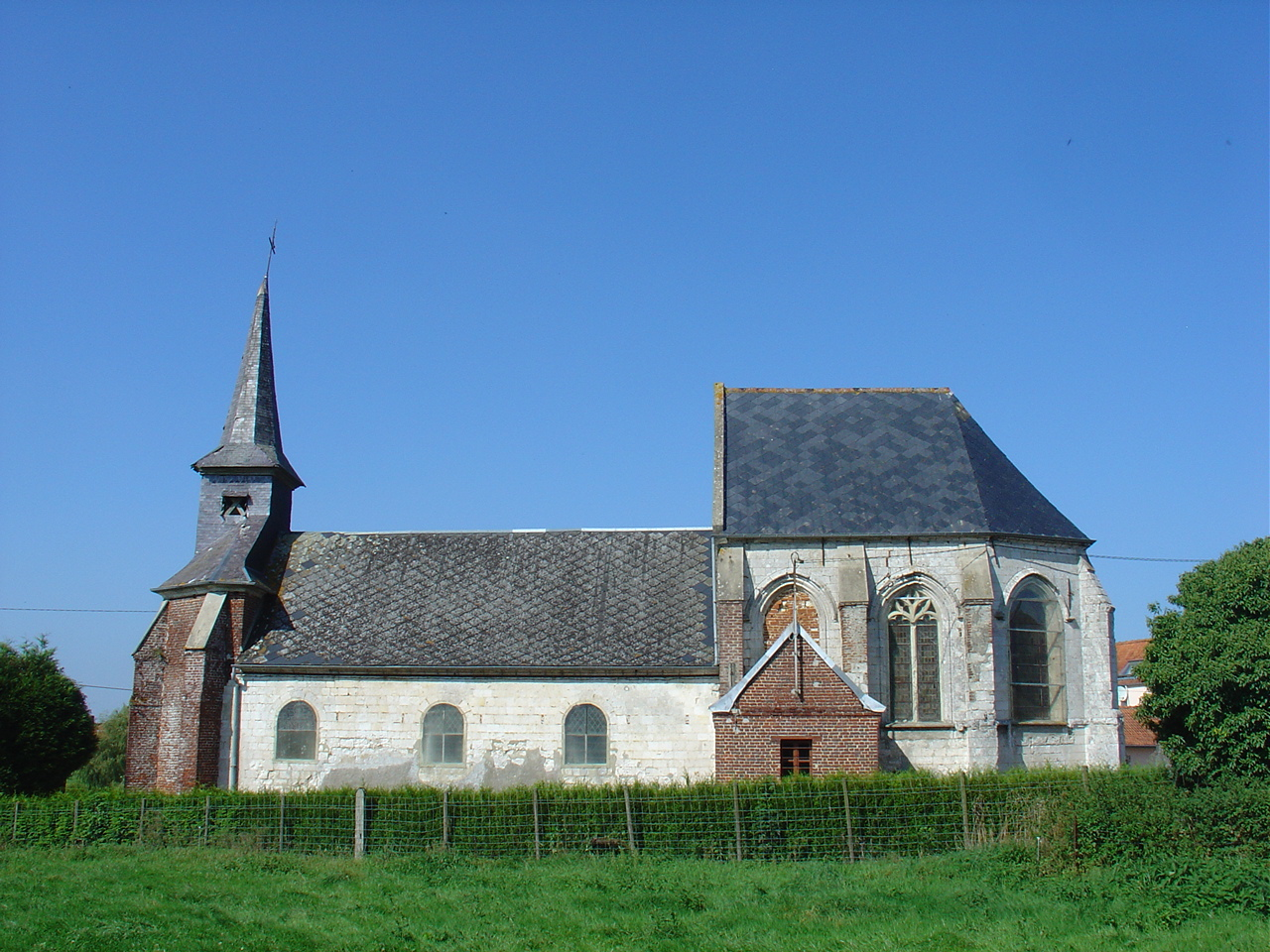
Kirche Notre-Dame
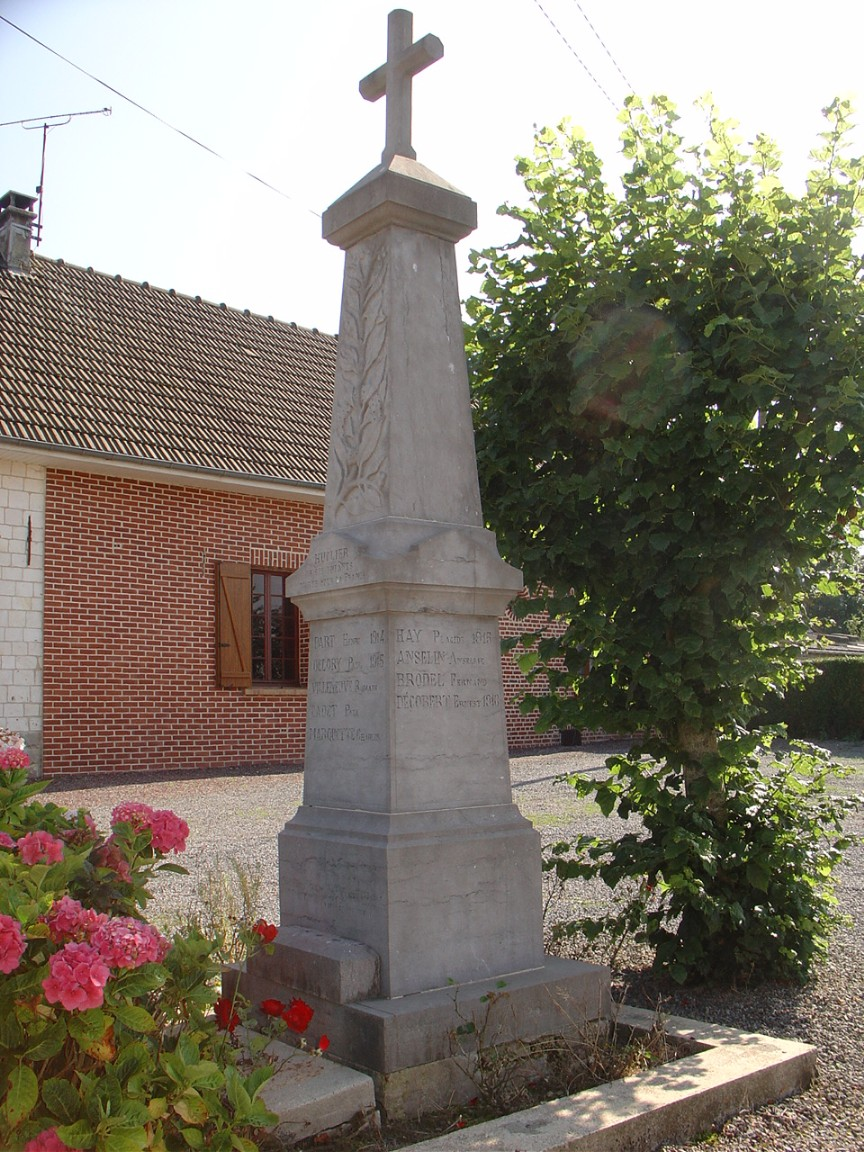
Gefallenendenkmal

- Kapelle Notre-Dame-de-la-Paix
- Wasserturm

- Kirche Notre-Dame
- Gefallenendenkmal